# Scopula menytes
Scopula menytes är en fjärilsart som beskrevs av Louis Beethoven Prout 1935. Scopula menytes ingår i släktet Scopula och familjen mätare. Inga underarter finns listade.